# クルマガイ属
クルマガイ属（車貝、学名: Architechtonica）はクルマガイ科に分類される巻貝の一属である。海のやや深い砂底に生息し、平たく渦を巻く美しい貝殻をもつ。

## 形態
貝殻は直径数cm程度のいく重にも巻いた平たい貝殻をもつ。底面には臍孔が大きく開き、殻頂まで見通せる。螺肋に沿って螺溝が刻まれ、殻口断面に凹凸がみられる。殻口から左右にとがった触角を出す。小さい眼が触角のつけねにある。蓋は左巻きの卵型で、裏面に突起がある。歯舌は小さく翼舌型的である。
クルマガイ科は陸生のカタツムリや海洋性のウミウシなどが属する異鰓類に分類される。異鰓類は、梯子(はしご)状の神経はねじれずに伸び蓋を持たない種が多いが、クルマガイ科の神経系はねじれ型(streptoneurous)で、蓋を持っていて貝殻の中に体を隠すことができる。ただしこれらは原始的な腹足類で一般的にみられる特徴であって、クルマガイ科の系統発生上の位置づけはまだ解明されていない。異鰓類に共通した鰓の特徴としては、櫛鰓や鰓葉支持骨格をもたず、鰓葉状の二次鰓をもつ。外套腔内には繊毛帯があり、海水の出入りに役立つ。

## 生態
水深数10mのやや深い砂底に棲む。多数つながった卵から孵化し、ベリジャー幼生は4本の腕を広げた形。小さく形成された貝殻に頭からもぐりこんだのち、体をねじって頭を殻口側に向ける。貝殻が螺旋を巻く上下の向きは、発生時の原殻では右巻きで出口が上だが(見た目は左巻き)、その後出口が下方になり普通の右巻きへと変化するため「異旋類」と呼ばれる。成貝はPalythoaなどスナギンチャク類の体液を吸って生きる。カニモリガイ上科と同様にオスは精包(spermatophore)をメスに渡す生殖様式で、メスは卵塊を産む。

## 分布
プランクトン栄養型の幼生期間が長く、両極をのぞく世界中の浅海に広く分布する。

## 種類
日本産の種を以下に示す。
- クロスジグルマ Architectonica perspectiva (Linnaeus, 1758) [注 1]
- クルマガイ Architectonica trochlearis (Hinds, 1844)
- マキミゾグルマ Architectonica maxima (Philippi, 1849) [注 2]
- フカミゾグルマ Architectonica gualterii Bieler, 1993[21]
- ニヨリマキミゾグルマ Architectonica taylori (Hanley, 1862)
- シロスジグルマ Architectonica modesta (Philippi, 1849)

## 化石
岐阜県の中新世中期の瑞浪層群からArchitectonica osawanoensis、千葉県の更新世中期の下総層群からはArchitectonica yokoyamaiの化石が見つかっている。